# 아를레나디카스트로
아를레나디카스트로(이탈리아어: Arlena di Castro)는 이탈리아 라치오주 비테르보도에 위치한 코무네다. 로마로부터 북서쪽 80km, 비테르보로부터 서쪽 15km 거리에 있다.